# Mantes-la-Ville
Mantes-la-Ville är en kommun i departementet Yvelines i regionen Île-de-France i norra Frankrike. Kommunen ligger i kantonen Mantes-la-Ville som tillhör arrondissementet Mantes-la-Jolie. År 2022 hade Mantes-la-Ville 21 874 invånare.

## Befolkningsutveckling
Antalet invånare i kommunen Mantes-la-Ville
| Referens: INSEE |

## Utbildning
- Institut des sciences et techniques des Yvelines